# Have a Little Faith (Joe Cocker)
Have a Little Faith è un album di Joe Cocker. Il CD, registrato nel 1993, è stato distribuito l'8 settembre 1994, edito da 550 Music.

## Tracce
1. Let the Healing Begin - 5:12 (Tony Joe White)
2. Have a Little Faith in Me - 4:40 (John Hiatt)
3. The Simple Things - 4:54 (Rick Neigher, Phil Roy, John Shanks)
4. Summer in the City - 4:10 (Steve Boone, John Sebastian)
5. The Great Divide - 3:33 (Derick O'Brian, J.D. Souther)
6. Highway Highway - 4:31 (Stephen Allen Davis)
7. Too Cool - 4:45 (Kye Fleming, Greg Sutton)
8. Soul Time - 4:35 (Will Jennings, Frankie Miller)
9. Out of the Blue - 3:45 (Robbie Robertson)
10. Angeline - 4:30 (Joe Cocker, Tony Joe White)
11. Hell And Highwater - 4:12 (J. Milos, M. Pratt)
12. Standing Knee Deep in a River (Dying of Thirst) - 4:09 (Bucky Jones, Dickey Lee, Bob McDill)
13. Take Me Home - 4:21 (John Capek, Marc Jordan, Steve Kipner) - duetto con Bekka Bramlett

### Bonus Track
1. My Strongest Weakness - 4:12 (Mike Reid, Naomi Judd)